# Ligne Sasshō
La ligne Sasshō (札沼線, Sasshō-sen), également surnommée ligne Gakuen-Toshi (学園都市線, Gakuentoshi-sen), est une ligne ferroviaire de la compagnie JR Hokkaido située sur l'île de Hokkaidō au Japon. Elle relie actuellement la gare de Sōen à la gare de Hokkaidō-Iryōdaigaku. La carte sans contact Kitaca est acceptée dans toutes les gares.

## Histoire
- 1931 : ouverture de la ligne Sasshō Nord (札沼北線, Sasshō hoku-sen?) entre Ishikari-Numata et Nakatoppu (actuel Shin-Totsukawa).
- 1934 : prolongement jusqu'à Urausu.
- 1934 : ouverture de la ligne Sasshō Sud (札沼南線, Sasshō nan-sen?) entre Sōen et Ishikari-Tōbetsu.
- 1935 : ouverture entre Ishikari-Tōbetsu et Urausu. Les deux lignes sont rassemblées sous le nom actuel de ligne Sasshō (札沼線, Sasshō-sen?).
- 1972 : fermeture entre Shin-Totsukawa et Ishikari-Numata.
- 1987 : à la suite de la privatisation de la JNR, la ligne est transférée à JR Hokkaido.
- 1991 : la ligne prend le surnom de ligne Gakuen-Toshi (学園都市線, Gakuentoshi-sen?).
- 2020 : la section Hokkaidō-Iryōdaigaku - Shin-Totsukawa ferme à la circulation le 17 avril[1].

En mars 2022, la gare de ROYCE' Town est ouverte, tandis que les gares d'Ishikari-Futomi et d'Ishikari-Tōbetsu sont renommées respectivement Futomi et Tōbetsu.

## Caractéristiques

### Ligne
- écartement des voies : 1 067 mm
- nombre de voies : double voie entre Hachiken et Ainosato-Kyōikudai, voie unique sur les autres tronçons
- électrification : courant alternatif 20 000 V - 50 Hz
- vitesse maximale : 85 km/h entre Sōen et Ishikari-Tōbetsu et 65 km/h entre Ishikari-Tōbetsu et Hokkaidō-Iryōdaigaku

### Services et interconnexions
La ligne est empruntée uniquement par des trains locaux (omnibus). A Sōen, tous les trains continuent jusqu'à la gare de Sapporo via la ligne principale Hakodate. Quelques rares trains continuent jusqu'à l'Aéroport de Chitose via la ligne Chitose.

### Liste des gares
Seules les gares de la partie la plus au sud sont numérotées : S02 pour la gare de Sōen et G suivi d'un numéro pour les autres.
| Ligne                     | Numéro               | Gare           | Nom japonais | Distance (km) depuis Sōen            | Correspondances                                                  | Localisation | Localisation               |
| ------------------------- | -------------------- | -------------- | ------------ | ------------------------------------ | ---------------------------------------------------------------- | ------------ | -------------------------- |
| Ligne principale Hakodate | 01                   | Sapporo        | 札幌         | 1,6                                  | JR Hokkaido : Hakodate, Chitose Métro de Sapporo : Namboku, Tōhō | Sapporo      | Sous-préfecture d'Ishikari |
| Ligne principale Hakodate | S02                  | Sōen           | 桑園         | 0                                    | JR Hokkaido : Hakodate                                           | Sapporo      | Sous-préfecture d'Ishikari |
| Ligne Sasshō              | S02                  | Sōen           | 桑園         | 0                                    | JR Hokkaido : Hakodate                                           | Sapporo      | Sous-préfecture d'Ishikari |
| G03                       | Hachiken             | 八軒           | 2,2          |                                      |                                                                  | Sapporo      | Sous-préfecture d'Ishikari |
| G04                       | Shinkawa             | 新川           | 3,7          |                                      |                                                                  | Sapporo      | Sous-préfecture d'Ishikari |
| G05                       | Shin-Kotoni          | 新琴似         | 5,6          | Métro de Sapporo : Namboku (à Abasu) |                                                                  | Sapporo      | Sous-préfecture d'Ishikari |
| G06                       | Taihei               | 太平           | 7,3          |                                      |                                                                  | Sapporo      | Sous-préfecture d'Ishikari |
| G07                       | Yurigahara           | 百合が原       | 8,6          |                                      |                                                                  | Sapporo      | Sous-préfecture d'Ishikari |
| G08                       | Shinoro              | 篠路           | 10,2         |                                      |                                                                  | Sapporo      | Sous-préfecture d'Ishikari |
| G09                       | Takuhoku             | 拓北           | 12,2         |                                      |                                                                  | Sapporo      | Sous-préfecture d'Ishikari |
| G10                       | Ainosato-Kyōikudai   | あいの里教育大 | 13,6         |                                      |                                                                  | Sapporo      | Sous-préfecture d'Ishikari |
| G11                       | Ainosato-Kōen        | あいの里公園   | 15,1         |                                      |                                                                  | Sapporo      | Sous-préfecture d'Ishikari |
| G11-1                     | ROYCE' Town          | ロイズタウン   | 17,9         |                                      | Tōbetsu                                                          |              | Sous-préfecture d'Ishikari |
| G12                       | Futomi               | 太美           | 19,3         |                                      | Tōbetsu                                                          |              | Sous-préfecture d'Ishikari |
| G13                       | Tōbetsu              | 当別           | 25,9         |                                      | Tōbetsu                                                          |              | Sous-préfecture d'Ishikari |
| G14                       | Hokkaidō-Iryōdaigaku | 北海道医療大学 | 28,9         |                                      | Tōbetsu                                                          |              | Sous-préfecture d'Ishikari |

Section fermée en 2020 
| Gare                 | Nom japonais   | Distance (km) depuis Sōen | Correspondances | Localisation  | Localisation               |
| -------------------- | -------------- | ------------------------- | --------------- | ------------- | -------------------------- |
| Hokkaidō-Iryōdaigaku | 北海道医療大学 | 28,9                      |                 | Tōbetsu       | Sous-préfecture d'Ishikari |
| Ishikari-Kanazawa    | 石狩金沢       | 31,1                      |                 | Tōbetsu       | Sous-préfecture d'Ishikari |
| Moto-nakagoya        | 本中小屋       | 35,6                      |                 | Tōbetsu       | Sous-préfecture d'Ishikari |
| Nakagoya             | 中小屋         | 38,8                      |                 | Tōbetsu       | Sous-préfecture d'Ishikari |
| Tsukigaoka           | 月ヶ岡         | 41,6                      |                 | Tsukigata     | Sous-préfecture de Sorachi |
| Chiraiotsu           | 知来乙         | 44,2                      |                 | Tsukigata     | Sous-préfecture de Sorachi |
| Ishikari-Tsukigata   | 石狩月形       | 46,3                      |                 | Tsukigata     | Sous-préfecture de Sorachi |
| Toyogaoka            | 豊ヶ岡         | 51,0                      |                 | Tsukigata     | Sous-préfecture de Sorachi |
| Sappinai             | 札比内         | 53,5                      |                 | Tsukigata     | Sous-préfecture de Sorachi |
| Osokinai             | 晩生内         | 58,0                      |                 | Urausu        | Sous-préfecture de Sorachi |
| Satteki              | 札的           | 60,9                      |                 | Urausu        | Sous-préfecture de Sorachi |
| Urausu               | 浦臼           | 62,7                      |                 | Urausu        | Sous-préfecture de Sorachi |
| Tsurunuma            | 鶴沼           | 66,1                      |                 | Urausu        | Sous-préfecture de Sorachi |
| Osatsunai            | 於札内         | 67,9                      |                 | Urausu        | Sous-préfecture de Sorachi |
| Minami-Shimo-Toppu   | 南下徳富       | 69,4                      |                 | Shintotsukawa | Sous-préfecture de Sorachi |
| Shimo-Toppu          | 下徳富         | 71,5                      |                 | Shintotsukawa | Sous-préfecture de Sorachi |
| Shin-Totsukawa       | 新十津川       | 76,5                      |                 | Shintotsukawa | Sous-préfecture de Sorachi |

Section fermée en 1972
| Gare                    | Nom japonais | Distance (km) depuis Sōen | Correspondances | Localisation  | Localisation               |
| ----------------------- | ------------ | ------------------------- | --------------- | ------------- | -------------------------- |
| Shin-Totsugawa          | 新十津川     | 76,5                      |                 | Shintotsukawa | Sous-préfecture de Sorachi |
| Ishikari-Hashimoto (ja) | 石狩橋本     | 79,2                      |                 | Shintotsukawa | Sous-préfecture de Sorachi |
| Kamitoppu               | 上徳富       | 82,0                      |                 | Shintotsukawa | Sous-préfecture de Sorachi |
| Kita-Kamitoppu          | 北上徳富     | 83,7                      |                 | Shintotsukawa | Sous-préfecture de Sorachi |
| Uryū                    | 雨竜         | 88,8                      |                 | Uryū          | Sous-préfecture de Sorachi |
| Ishikari-Oiwake         | 石狩追分     | 92,1                      |                 | Uryū          | Sous-préfecture de Sorachi |
| Inotsu                  | 渭ノ津       | 94,5                      |                 | Uryū          | Sous-préfecture de Sorachi |
| Yawara                  | 和           | 97,9                      |                 | Hokuryū       | Sous-préfecture de Sorachi |
| Nakanotai               | 中ノ岱       | 101,0                     |                 | Hokuryū       | Sous-préfecture de Sorachi |
| Hekisui                 | 碧水         | 102,8                     |                 | Hokuryū       | Sous-préfecture de Sorachi |
| Hokuryū                 | 北竜         | 106,0                     |                 | Numata        | Sous-préfecture de Sorachi |
| Gokayama                | 五ヶ山       | 108,6                     |                 | Numata        | Sous-préfecture de Sorachi |
| Ishikari-Numata         | 石狩沼田     | 111,4                     | JNR : Rumoi     | Numata        | Sous-préfecture de Sorachi |

## Matériel roulant

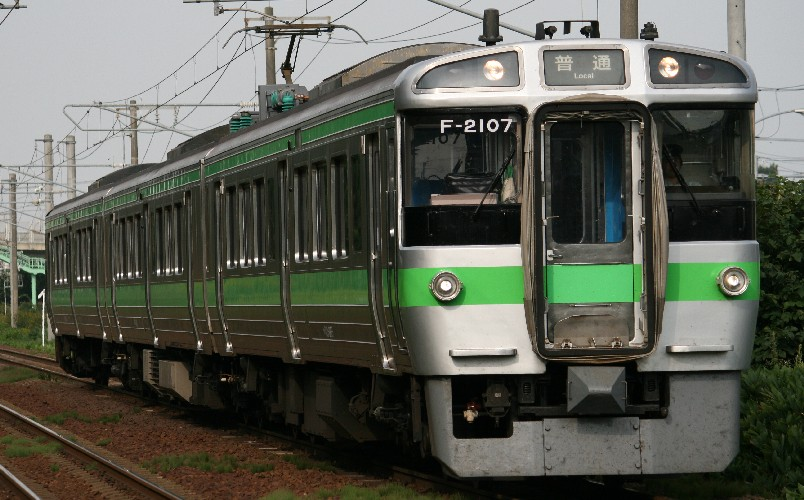
JR série 721
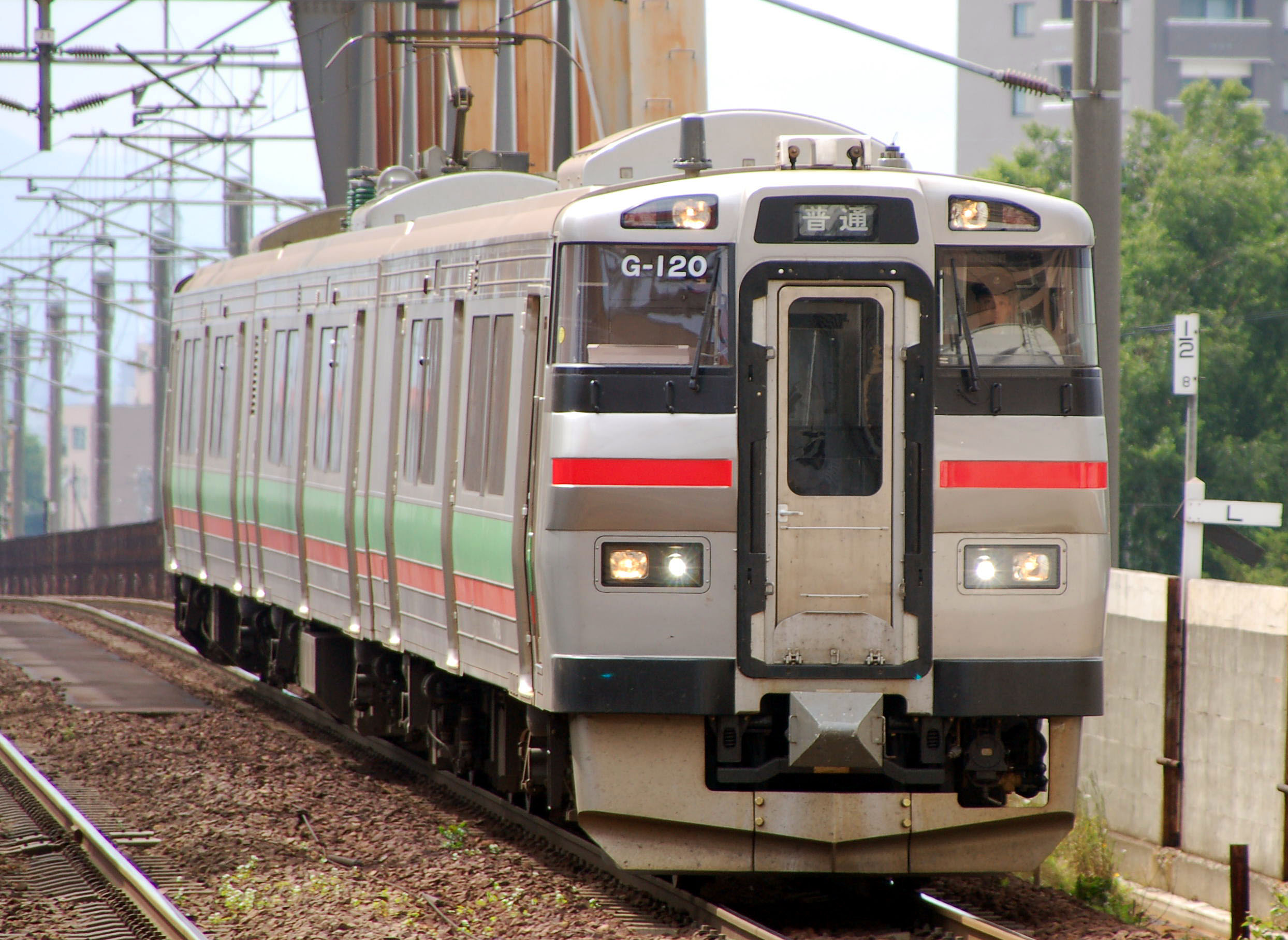
JR série 731
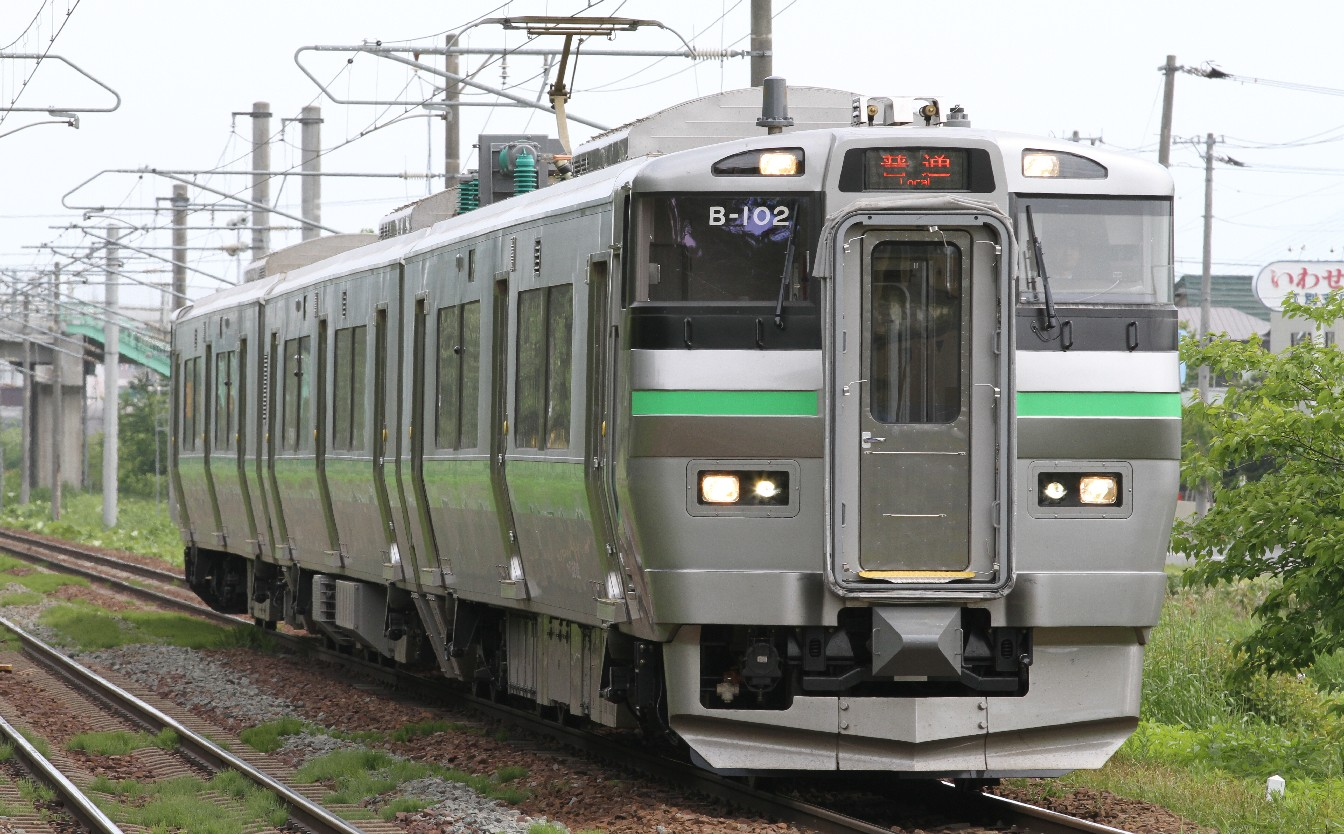
JR série 733
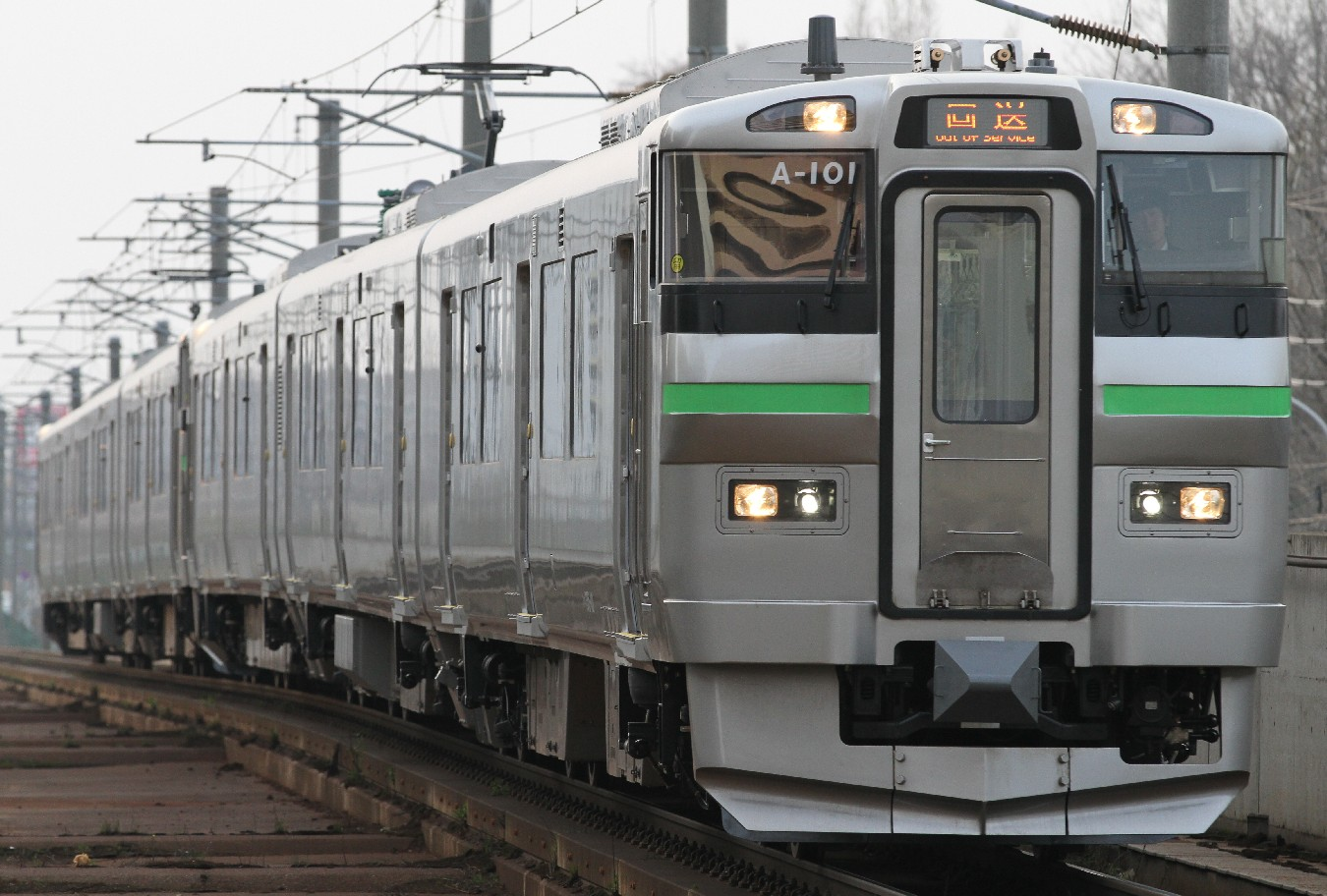
JR série 735